# Compagnie spéciale de chars
La compagnie spéciale de chars est une unité blindée des troupes spéciales du Levant, formée en Liban en 1942 et devenue en 1945 la première unité de chars des forces armées libanaises. 

## Historique
La compagnie est formée le 15 avril 1942 à Beyrouth, avec dix-huit chars légers Renault R35. Elle est commandée à sa création par le lieutenant Semin,.
La compagnie reste stationnée à Beyrouth. Elle forme le groupement de compagnies de chars de combat du Levant (GCCL) avec la compagnie autonome de chars du Levant.
Le 1er août 1945, elle passe à l'Armée libanaise et devient le noyau du premier bataillon de chars libanais formé en 1946.

## Insigne
L'insigne de la compagnie, fabriqué à Beyrouth en 1943, présente un char R35 inscrit dans un croissant chargé d'une croix de Lorraine.